# 白癬
白癬（はくせん）とは、皮膚糸状菌によって生じる皮膚感染症の一つである。原因菌は主にトリコフィトン属（白癬菌属）に属する種いわゆる白癬菌と呼ばれる一群の真菌によって生じる。

## 菌の種類
Trichophyton rubrum・Trichophyton mentagrophytes・Trichophyton tonsurans・Microsporum canis・Microsporum gypseum・Trichophyton verrucosum などがある。
- Trichophyton rubrum・Trichophyton mentagrophytes が、一般的な白癬菌感染症の原因菌である。
- Trichophyton tonsurans トリコフィトン・トンズランスは、10代の柔道・レスリング選手を中心に流行している原因菌である。試合や練習で皮膚が接触することにより感染が広まっている。
- Microsporum canis は、猫に寄生しているため、小児・猫飼育者による感染報告が多い。
- Microsporum gypseum は、土壌に寄生しているため、土いじりを好む小児に感染しやすい。
- Trichophyton verrucosum は、牛等に寄生しているため、畜産業を営む人に感染しやすい。

## 病型

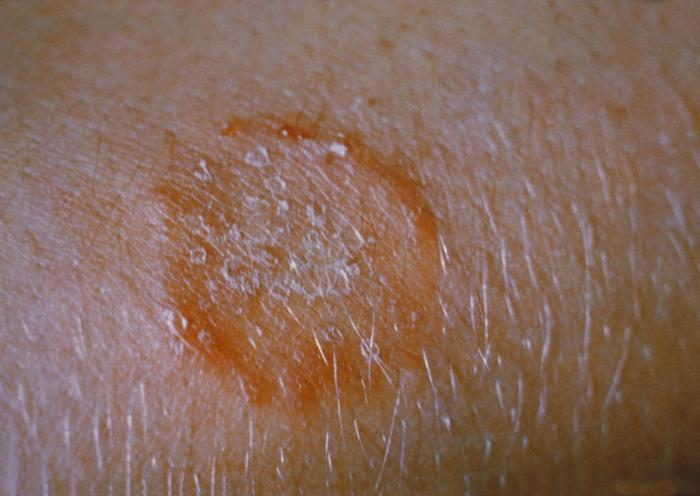
腕に生じたタムシ。の感染で生じた。

体部白癬（たむし）
被髪頭部・手・足・股以外に生じる白癬菌感染症。Trichophyton rubrum が最も原因菌として多い。次にTrichophyton mentagrophytes が多い。
股部白癬（いんきん）
股に生じる白癬菌感染症。Trichophyton rubrum が最も原因菌として多い。次にTrichophyton mentagrophytes が多い。頑固な白癬菌という意味で「頑癬」とも呼ばれる。
足白癬（水虫）
水虫は、皮膚の表面にある真菌のグループである皮膚糸状菌によって引き起こされる。その症状は、激しいかゆみが含まれ、特に足趾間のひび割れ、水疱、または剥離、足の裏の赤みと鱗屑などである。皮膚糸状菌は、プール、シャワー、人々が素足で歩くロッカールームなどの暖かく湿った環境で繁殖する。汗をかいた靴下や靴の暖かく湿った環境は、皮膚糸状菌の成長を促す。
原因菌は、Trichophyton rubrum が最も多い。次にTrichophyton mentagrophytes 。Trichophyton rubrum の場合は、角質増殖型白癬が多く、かゆみが少なく、高齢者に多い特徴がある。一方、Trichophyton mentagrophytes の場合は、小水疱を主とする病変で小水疱型白癬と呼ばれる型のことが多い。この場合、かゆみが強く比較的若年者に多いという違いがある。また、小水疱型白癬とよく似た症状でかゆみの伴わない掌蹠膿疱症や、湿疹の一形態である汗疱状湿疹（異汗性湿疹）があるが、こちらは無菌性で白癬とは関係がない。

爪白癬（爪水虫）
手の爪・足の爪を侵す白癬菌感染症。一般的に「爪水虫」と呼ばれる。ほとんどがTrichophyton rubrum が原因であり、Trichophyton mentagrophytes によるものは少ない。
頭部白癬（しらくも）・ケルズス禿瘡
頭部に生じる白癬菌感染症。毛嚢を破壊し難治性の脱毛症を生じるものはケルズス禿瘡と呼ばれる。Microsporum canis・Trichophyton verrucosum が原因の比率が高いため、猫飼育者・酪農家は注意が必要。そのほか、Trichophyton rubrum・Trichophyton mentagrophytes・Trichophyton tonsurans がある。

## 検査
医療機関で、皮膚の表面をこすり、落屑を顕微鏡で見る皮膚真菌検査を行い、確定診断する。その実際は、落屑を苛性カリ溶液を加えて皮膚を溶かし、溶けずに残る白癬菌を確認する。
爪白癬に限り、病変組織を採取して10分程度で白癬菌の有無を判定する検査キットがある。

## 治療
治療には、白癬菌を殺菌する抗真菌薬を使用する。抗真菌薬の外用剤は医療機関で診察の上入手するほか、薬局やドラッグストアでも販売されている
。爪白癬や広範囲の真菌感染症の場合は内服薬となり、医師による診断と処方箋が必要となる。
市販の抗真菌軟膏、クリーム、または粉末を使用する場合には、感染が改善するまでに数週間かかることがあり、再発が一般的である。数週間経っても症状が改善しない場合は、医療機関を受診の上、適切な診断をうけて、抗真菌薬を処方してもらう。。
記事がある病型については、詳細は各記事を参照のこと。

### 漢方
体力中等度なものの皮膚疾患で、発赤があり、ときに化膿するものの次の諸症：化膿性皮膚疾患・急性皮膚疾患の初期、じんましん、湿疹・皮膚炎、白癬（水虫）には十味敗毒湯（じゅうみはいどくとう）が用いられる。

### ハチミツ
蜂蜜には殺菌作用がある。頭部白癬や癜風の紅斑、落屑、かゆみの症状に対し28日間使われた、蜂蜜（アカシア）およびプロポリス抽出物でそれぞれ、ミコナゾール（抗真菌薬）と同等の効果であったというランダム化比較試験がある。偽薬は、ワセリンであり症状に対する変化は最も少なかった。